# Stanislas de Sèze
Pour les articles homonymes, voir de Sèze.
Pour les autres membres de la famille, voir Famille de Sèze.
Stanislas de Sèze, né le 22 octobre 1903 à Paris et mort le 27 avril 2000 dans la même ville, est un professeur de médecine français, père de la rhumatologie française. 
Président de l'Académie nationale de médecine, il crée, en 1969, la Revue du rhumatisme, organe de la Société française de rhumatologie (SFR).

## Biographie

### Famille
Stanislas Paul Marie Joseph de Sèze naît le 22 octobre 1903, rue du Cherche-Midi, dans le 6e arrondissement de Paris. Il est le fils de Jules de Sèze, docteur en médecine, et de Élizabeth Marie Pauline Dauchez. Il se marie le 1er octobre 1926, à Tarbes, avec Simone Marie Françoise Allenou.

### Carrière
Ancien interne des hôpitaux de Paris et ancien chef de clinique à la faculté de médecine de Paris, puis médecin des hôpitaux et professeur de rhumatologie, il crée le service de rhumatologie de l’hôpital Lariboisière (centre Viggo-Petersen).
C'est lui qui, le premier, en 1939, démontre l'origine discale de la sciatique, ouvrant ainsi la voie à son traitement chirurgical. Il a ouvert la rhumatologie à la pratique de la radiographie et des manipulations.
De 1969 à 1971, il dirige l'European League Against Rheumatism (en) (EULAR).
Il fut président de l'Académie nationale de médecine.

### Mort
Il meurt le 27 avril 2000, dans le 15e arrondissement de Paris. Il est enterré à Saint-Médard-d'Eyrans (Gironde) où la famille de Sèze a une propriété, et où il fut élu municipal.

### Décoration
- Commandeur de l'ordre national de la Légion d'honneur.

## Postérité

### Domaine médical
Une technique de radiographie porte son nom, le cliché de de Sèze : cliché dorso-lombo-pelvi-fémoral de face.[réf. nécessaire]

### Attitude pendant la Seconde Guerre mondiale
Une enquête est actuellement en cours pour déterminer s'il peut être déclaré Juste parmi les nations pour son aide à cacher des juifs à l'hôpital de la Cité universitaire et à la clinique Grignon d'Orly durant la Seconde Guerre mondiale.

## Publications
- Publication princeps de la Presse Médicale, 1940.
- Maladies des os et des articulations, en coll. avec A. Ryckewaert, Paris, Flammarion, 1953. Plusieurs éditions jusqu'en 1992.
- Radio-diagnostic en rhumatologie, ouvrage collectif sous sa direction et celle de Micheline Phankim-Koupernik et des médecins du Centre de rhumatologie Viggo Petersen, Paris, Expansion Scientifique Française, 1967.
- Atlas pratique des infiltrations neuro-articulaires, en coll. avec Françoise Audisio, Didier Mrejen, Paris, Vigo, 1996.